# El diablo (singolo Litfiba)
El diablo è un brano musicale dei Litfiba. È il secondo singolo, pubblicato il 30 ottobre 1990, estratto dall'omonimo album (il primo in Italia se si considera che il precedente "Il volo" fu diffuso solo all'estero).

## Descrizione
Canzone che fece conoscere i Litfiba al grande pubblico, è tuttora uno dei loro cavalli di battaglia (Piero Pelù la propose diverse volte anche durante il suo periodo solista). Il testo, molto provocatorio, è una denuncia al presunto satanismo del rock, e ha fatto sì, assieme al cantato aggressivo di Pelù, che il brano diventasse un inno generazionale; è inoltre pieno di frasi ironiche, fra cui la prima strofa ed il ritornello, e proprio all'inizio del brano si possono udire un rutto e un finto messaggio subliminale (OL BAI DLE, ovvero EL DIABLO al contrario).

## Videoclip

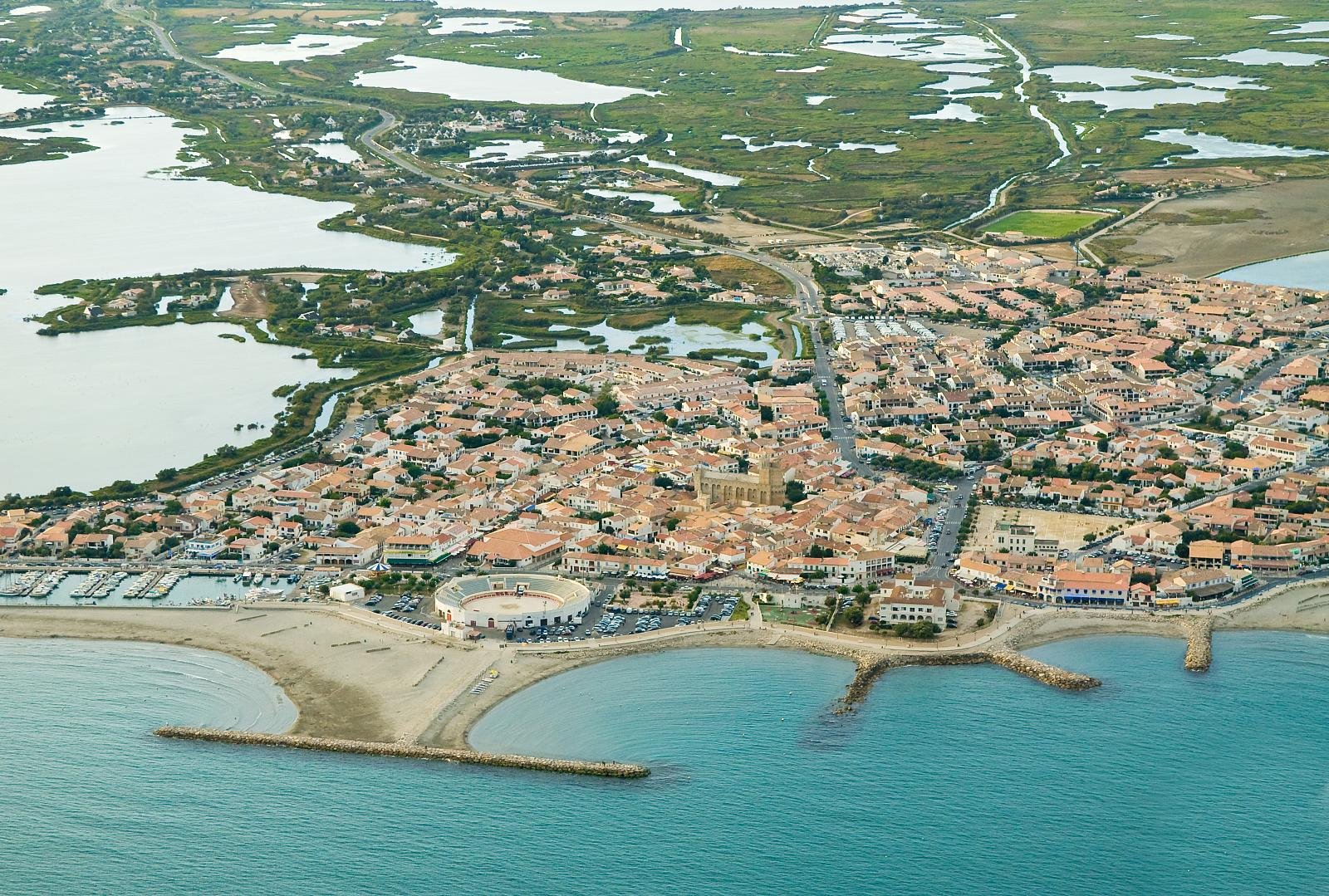
Saintes-Maries-de-la-Mer con in primo piano l'arena del video.

Il video fu girato a Saintes-Maries-de-la-Mer, in Francia. Ambientato all'interno dell'arena cittadina dove, alternando la band che suona, mostra le sequenze di una corrida e, principalmente la sfida tra Pelù (che interpreta il toro), e il torero, interpretato da Paquito Leal, noto torero francese fondatore della Scuola taurina di Arles. L'arena rappresenta metaforicamente il luogo di battaglia tra il bene, rappresentato dal torero, e il male, ovvero il toro. Positività e negatività che si scambiano i ruoli.
La regia del video è di Giuseppe Asaro. El diablo è il primo videoclip del gruppo in cui compaiono tutti i membri della formazione post-Pirata (nel video di Tex '90 compaiono infatti i soli Pelù e Renzulli). È stato incluso nel 1992 nella VHS Sogno ribelle.

## Tracce
Lato A
1. El diablo - 4:26

Lato B
1. Vendette (Live) - 5:58

## Formazione
- Piero Pelù - voce
- Ghigo Renzulli - chitarre
- Roberto Terzani - basso
- Antonio Aiazzi - tastiere
- Daniele Trambusti - batteria
- Candelo Cabezas - percussioni

## Lato B
Il lato B del singolo è il brano Vendette dal vivo tratto dalla VHS Pirata Tour '90.